# Comicus arenarius
Comicus arenarius är en insektsart som beskrevs av Willy Adolf Theodor Ramme 1931. Comicus arenarius ingår i släktet Comicus och familjen Schizodactylidae. Inga underarter finns listade i Catalogue of Life.